# Улица Щорса (Екатеринбург)
Улица Що́рса (до 1938 — 4-я За́городная улица) расположена между Московской улицей и берегом реки Исеть (близ Паркового моста) в южном жилом районе Екатеринбурга, проходит по границе Ленинского, Октябрьского и Чкаловского административных районов города. Направлена с запада на восток, общая протяженность улицы — 2970 м. Своё современное название улица получила в честь советского военачальника Н. А. Щорса.

## Расположение и благоустройство
Улица проходит с востока на запад начиная от реки Исеть и заканчивая улицей Московской. Пересекается с улицами Степана Разина, Белинского, 8 Марта, Сурикова и Серова. Слева на улицу выходят улицы Союзная, Айвазовского, Чайковского и Чапаева. Справа на улицу выходят улицы Цвиллинга и Уктусская
Нумерация домов идёт от реки Исеть

## История и достопримечательности
Улица входила в систему так называемых семи «номерных» загородных улиц. Застройка улицы была начата в начале XX века на участке между улицами Сурикова и Белинского, который застраивался индивидуальными домами. Застройка на всём протяжении улицы была завершена к концу 1940-х годов.
На начало XXI века на улице находится жилая многоэтажная застройка, в её восточной части (от улицы Белинского к реке Исеть) располагаются троллейбусный парк и завод радиоаппаратуры.
В 1955 году сданы двухэтажные шлакоблочные дома №92а/1 и 92а/2, в 1957 — 92а/7, в 1960 — 92а/6 и 92а/5. В 1960 году сдан трехэтажный дом №51-Б, в 1961 — №23-А. Пятиэтажные дома №62 (сдан в 1962),  74 (1965), 94 (1965), 62-А (1966), 56-А (1967), 64 (1967), 60 (1968), 60-А (1969) выстроены в "хрущёвском" стиле. Позднее, в "брежневском" стиле, сданы 5-этажные дома №96 (1970, 1973), №38/2 (1970), №25 (1971), №38/1 (1972), №56-Б (1972). Девятиэтажные дома: панельные №54 (1975), 130 (1976), 32 (1978), 30 (1980), кирпичные дома-вставки 62 (1978) и 58 (1979).  В 1987 сданы панельные шестнадцатиэтажные дома №132 и 134, в 1989 — кирпичный 9-этажный дом №112. В 2006 сдан монолитный дом 35, в 2010 - 37 и 39, в 2011 - 103, в 2012 - 105, в 2015 - 109.

## Транспорт
Важная автотранспортная магистраль города с узлами развязок Щорса — Московская — Амундсена — Шаумяна и пересечениями Щорса — 8 Марта, Щорса — Белинского.
В 1959 году пущена троллейбусная линия от ул. Белинского к ЦПКиО (маршрут 2, с 1969 — 5). 
В 1979 пущена троллейбусная линия в Юго-Западный район (маршрут № 11, с 1984 также № 14).

## В массовой культуре
Улице уделяется особое внимание во вселенной « Метро 2033 ». На ней располагается аномалия, известная как пояс Щорса.